# Michael Spindelegger
Michael Spindelegger (nascut lo 21 de desembre 1959) és un polític austríac. Ell va servir en el gabinet del canceller Werner Faymann com a Ministre de l'Exterior d'Àustria de 2008 a 2013 i com a Ministre de les Finances entre 2013 i 2014. A més ell va ser vicecanceller entre 2011 i 2014. Spindelegger va ser també dirigent del Partit del Poble Austríac (ÖVP) de 2011 a 2014. El 26 d'agost de 2014 ell inesperadament va renunciar a tots els càrrecs polítics. Des de març de 2015 Spindelegger ha estat director de l'Agència per la Modernització d'Ucraïna (AMU).